# Candidatura de Guadalajara aos Jogos Olímpicos de Verão da Juventude de 2018
Guadalajara 2018 foi a candidatura da cidade mexicana de Guadalajara e do Comitê Olímpico Mexicano para sediar os Jogos Olímpicos da Juventude de 2018.

## História
No dia 16 de Fevereiro de 2012, a candidatura de Guadalajara levou a melhor sobre a de Monterrey para acolher as Olimpíadas da Juventude de 2018, numa votação interna do Comité Olímpico Nacional (CON) mexicano.
Em Agosto de 2012, a imprensa adiantou que a candidatura poderia estar em risco devido às dívidas criadas com o acolhimento dos Jogos Pan-Americanos de 2011. No fim, Guadalajara acabou por não ficar entre as três cidades finalistas seleccionadas pelo Comité Olímpico Internacional (COI) no dia 13 de Fevereiro de 2013.
Buenos Aires acabaria por ser a cidade eleita para sediar as Olimpíadas da Juventude de 2018, na eleição realizada a 4 de Julho de 2013.

## Candidaturas anteriores

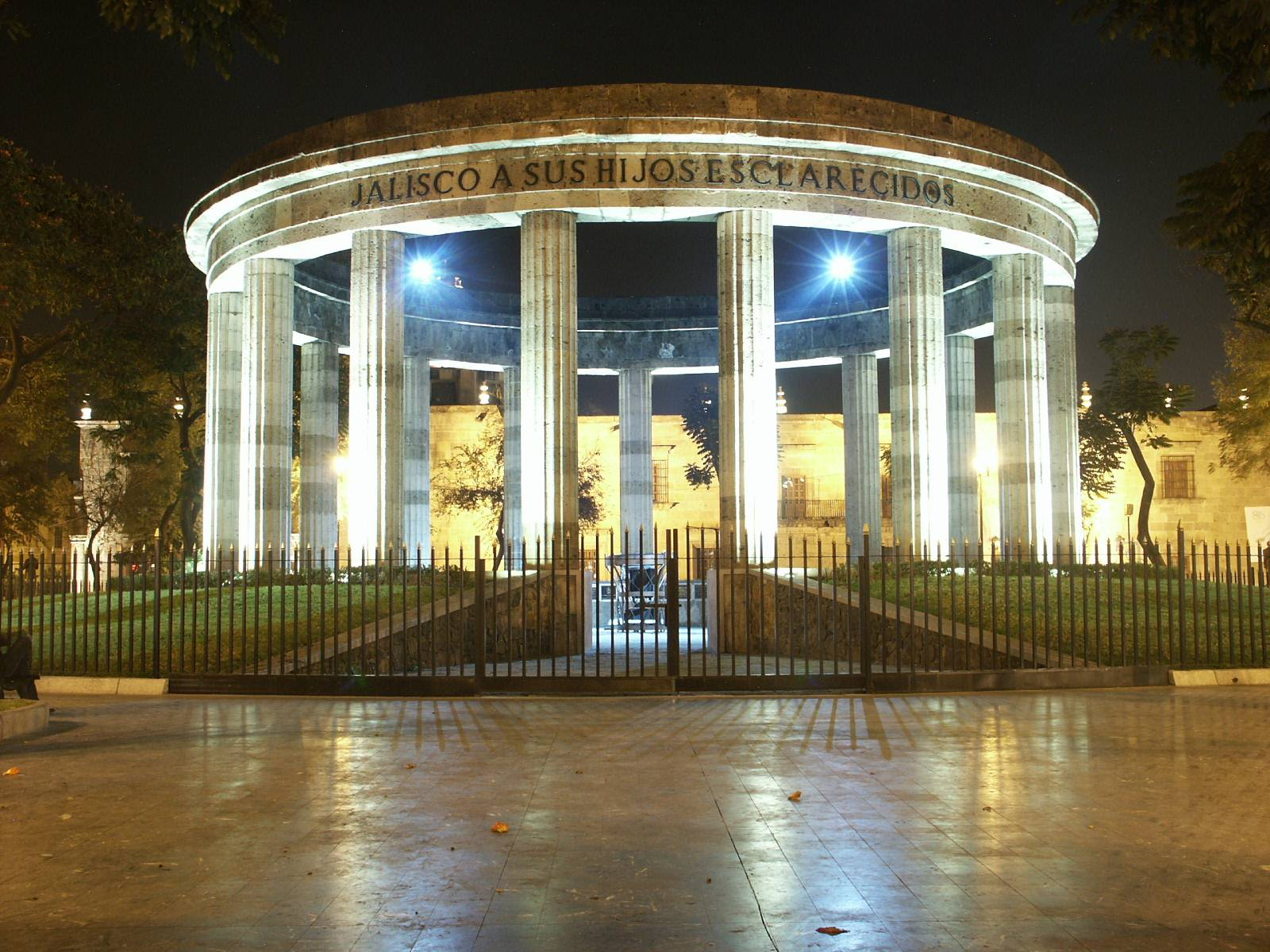
A Rotonda de los Jaliscienses Ilustres de noite.

Guadalajara havia sido a cidade eleita pelo México para se candidatar a sediar os Jogos Olímpicos da Juventude de 2014, mas acabou por desistir. Nanquim foi a vencedora do processo. Guadalajara acolheu também os Jogos Pan-Americanos de 2011, e foi escolhida para os Campeonatos do Mundo de Natação de 2017, embora tenha desistido por motivos orçamentais.